# Plantago brasiliensis
Plantago brasiliensis là một loài thực vật có hoa trong họ Mã đề. Loài này được Sims miêu tả khoa học đầu tiên năm 1826.